# シュタイア・ダイムラー・プフ
シュタイア・ダイムラー・プフ（Steyr-Daimler-Puch Spezialfahrzeug GmbH ）はオーストリア・シュタイアーを拠点とする製造業の複合企業であったが1990年に分割され、それぞれの部門はオーナーや名称が変更されたのち継続している。

## 歴史
1864年にヨーゼフ・ヴェアンドルが小銃工場として設立したのがはじまりで、1894年からは自転車製造を開始、1915年には自動車製造を開始し、1924年にシュタイア・ヴェルケ・アーゲー（Steyr-Werke AG ）として知られることになり、自動車1号車「タイプII」は重厚かつ良質な作りで、後に登場するスポーツバージョンとともに世界に強い印象を与えた。
現在はジェネラル・ダイナミクス・ランド・システムズの傘下企業のひとつとして、主に軍用車両を製造している。

## 製品
軍用車両
- RSOトラクター
- Sd.Kfz.254 ザウラー 装輪/装軌併用装甲車
- SK105 キュラシェーア 軽戦車
- パンデュールI 装輪装甲車
- パンデュールII モジュラー式多目的装輪装甲車
- ピンツガウアー（英語版）
- ハフリンガー（英語版）
- ASCOD多目的装甲戦闘車両
- シュタイヤー 12M18（ドイツ語版） - FMTV (軍用車両)、ケイマン (MRAP)の原型となった軍用トラック。